# George Allen & Unwin
George Allen & Unwin Ltd. war ein britischer Verlag mit Sitz in London, der unter anderem die Werke J. R. R. Tolkiens veröffentlichte.

## Geschichte
Stanley Unwin übernahm am 4. August 1914 die Mehrheit am Verlag George Allen & Co. Ltd., der sich in finanziellen Schwierigkeiten befand. Das Unternehmen war 1871 unter dem Namen George Allen & Sons gegründet worden und 1911 nach dem Zusammenschluss mit Swan Sonnenschein in George Allen & Co. Ltd. umbenannt worden. Unwin änderte den Namen in George Allen & Unwin Ltd. und verlegte den Unternehmenssitz in die Museum Street 40.
Stanley Unwin führte den Verlag erfolgreich, indem er die Vertreter von verschiedenen, auch kontroversen, politischen Ansichten veröffentlichte. Zu den bekanntesten Autoren des Verlags gehörten der Nobelpreisträger Bertrand Russell, Arthur Ransome, Thor Heyerdahl und J. R. R. Tolkien. Tolkien veröffentlichte seit 1937 bei Allen & Unwin, als sein erstes nichtakademisches Buch, Der Hobbit, dort erschien. Auch wenn Tolkien zeitweise für das Nachfolgewerk, Der Herr der Ringe, mit einem Wechsel zu einem anderen Verlag liebäugelte, blieb er letztendlich doch Allen & Unwin treu, was auch mit dem guten Verhältnis zu Unwins Sohn Rayner zusammenhing.
Nach dem Tod Stanley Unwins im Jahr 1968 übernahm Rayner Unwin die Leitung. Zusammen mit Tolkiens Sohn Christopher setzte er sich nach dem Tod des Autors für eine Veröffentlichung des Silmarillions und der The History of Middle-earth ein. Später bekam Allen & Unwin finanzielle Probleme und war schließlich gezwungen, sich 1986 mit Bell & Hyman zum neuen Verlag Unwin & Hyman zusammenzuschließen. Vier Jahre später wurde dieser von HarperCollins übernommen, wo daher heute die Rechte an Tolkiens Schriften liegen.
Die Leitung des 1976 gegründeten australischen Zweigs von Allen & Unwin erwarb 1990 die Mehrheit am Imprint Allen & Unwin von HarperCollins und existiert seither als unabhängiger Verlag in Australien und Neuseeland.
Das Archiv von George Allen & Unwin wird in der Bibliothek der Universität von Reading aufbewahrt; Teile der Korrespondenz zwischen dem Verlag und Tolkien befinden sich im Besitz von HarperCollins.

## Veröffentlichungen (Auswahl)
- Sigmund Freud: The interpretation of dreams. George Allen & Unwin, London 1913, OCLC 669680941.
- Bertrand Russell: The Principles of Social Reconstruction. George Allen & Unwin, London 1916, OCLC 474864.
- Arthur Ransome: Six weeks in Russia in 1919. George Allen & Unwin, London 1919, OCLC 2127398.
- Hans O. Morgenthaler: Matahari; impressions of the Siamese Malayan jungle. George Allen & Unwin, London 1923, OCLC 422239789.
- J. R. R. Tolkien: The hobbit, or, There and back again. George Allen & Unwin, London 1937, OCLC 1827184.
- Ludwig Goldscheider: El Greco. (Gemälde, Phaidon-Ausgabe). George Allen & Unwin, London 1938, OCLC 718043383.
- Thor Heyerdahl: American Indians in the Pacific; the theory behind the Kon-Tiki Expedition. George Allen & Unwin, London 1952, OCLC 7134565.
- J. R. R. Tolkien: The lord of the rings. George Allen & Unwin, London 1954/55, OCLC 1487587.